# One Club Award
El One Club Award, o One Club Man es un galardón deportivo otorgado por el Athletic Club de forma anual. Fundado en 2015, premia a futbolistas que han desarrollado toda su carrera futbolística, desde sus inicios hasta su retirada, en el mismo club, premiando así la fidelidad y el amor a unos colores. Al reconocimiento de este valor, que el Athletic Club considera como propio, se le suman los de lealtad, compromiso, responsabilidad, deportividad y respeto, valores intrínsecos, también, en la filosofía del club. Desde 2019 se otorga también en categoría femenina, denominado como One Club Woman.
José Ángel Iribar, el jugador que más partidos ha disputado con el Athletic Club, y el representante más joven de la cantera de Lezama, acompañan hasta el centro del campo al futbolista One Club Man/Woman y le entregan el trofeo correspondiente durante el descanso de un partido del Athletic en San Mamés.

## Historial
| Edición | One Club Man                          | One Club Man | One Club Woman                            | One Club Woman |         |
| ------- | ------------------------------------- | ------------ | ----------------------------------------- | -------------- | ------- |
| Edición |                                       | Jugador      | Período                                   | Jugadora       | Período |
| 2015    | Matthew Le Tissier (Southampton F.C.) | 1985-2002    | no concedido                              |                |         |
| 2016    | Paolo Maldini (A.C. Milan)            | 1984-2009    | no concedido                              |                |         |
| 2017    | Sepp Maier (F.C. Bayern Munich)       | 1966-1979    | no concedido                              |                |         |
| 2018    | Carles Puyol (F.C. Barcelona)         | 1999-2014    | no concedido                              |                |         |
| 2019    | Billy McNeill (Celtic F.C.)           | 1957-1975    | Malin Moström (Umeå I.K.)                 | 1995-2007      |         |
| 2020    | Ryan Giggs (Manchester United F.C.)   | 1991-2014    | Pia Wunderlich (F. F. C. Frankfurt)       | 1993-2009      |         |
| 2022    | Ricardo Bochini (C.A. Independiente)  | 1972-1991    | Jennifer Zietz (F. F. C. Turbine Potsdam) | 1999-2015      |         |
| 2023    | João Pinto (F.C. Porto)               | 1981-1997    | 'Mati' Martínez (Fundación Albacete)      | 2008-2020      |         |
| 2024    | Giuseppe Bergomi (Inter Milan)        | 1979-1999    | Maria Gstöttner (SV Neulengbach)          | 1998-2022      |         |

### Resumen de ediciones
El ganador de la primera edición del premio One Club Man (OCM Award) fue Matthew Le Tissier, jugador del Southampton Football Club inglés durante 17 temporadas, desde la 1985-86 a la 2001-2002. La entrega del premio se realizó el martes 28 de abril de 2015 en el descanso del partido entre el Athletic Club y la Real Sociedad de Fútbol.
Al inglés le sucedió Paolo Maldini, jugador de la Associazione Calcio Milan italiana durante 25 temporadas, desde la 1984-85 a la 2008-09. La entrega del premio se realizó el domingo 1 de mayo de 2016 en el descanso del partido entre el Athletic Club y el Real Club Celta de Vigo.
El tercero de los premios fue para Sepp Maier, guardameta del Fußball-Club Bayern alemán entre 1966 y 1979, un total de 13 temporadas. La entrega del premio se realizó el viernes 14 de abril de 2017 en el descanso del partido entre el Athletic Club y la Unión Deportiva Las Palmas.
Finalmente al cuarto galardón fue reconocido un futbolista español, Carles Puyol, jugador del Fútbol Club Barcelona por 15 temporadas, desde la 1999-2000 a la 2013-14, disputando 593 partidos oficiales con la camiseta blaugrana. La entrega del premio se realizó el sábado 5 de mayo de 2018 en el descanso del partido entre el Athletic Club y el Real Betis Balompié.
Para la quinta edición del premio se instauró también el de categoría femenina. En categoría masculina fue Billy McNeill, jugador y mítico capitán del Celtic Football Club durante 18 temporadas, disputando 822 partidos oficiales y convirtiéndose así en el futbolista que más veces ha vestido la camiseta del club escocés. El homenaje se le tributó el domingo 12 de mayo de 2019 en el descanso del partido entre el Athletic Club y el Real Club Celta de Vigo y, debido al fallecimiento de McNeill tres semanas antes, el galardón fue recogido por su hija Susan y por su excompañero en la defensa John Clark. En la femenina Malin Moström, jugadora del Umeå Idrottsklubb sueco durante 12 temporadas. En su palmarés figuran seis Ligas, cuatro Copas y dos Copas de Europa, además de un subcampeonato de la Copa del Mundo y otro de la Eurocopa con Suecia. La entrega del premio se realizó el sábado 27 de abril de 2019 en el descanso del partido entre el Athletic Club y el Deportivo Alavés.
En la sexta edición del galardón, por parte masculina fue otorgado a Ryan Giggs, leyenda del Manchester United Football Club. El futbolista galés disputó con «los diablos rojos» 963 partidos a lo largo de 24 temporadas, de 1991 a 2014. Los 35 títulos de su palmarés lo convierten en el jugador más laureado de la historia del fútbol inglés. En categoría femenina, y por primera vez en la historia del galardón, no fue otorgado a una futbolista con una trayectoria en un único club y se desconoce los motivos de porqué de todas formas le fue entregado. Recayó en la alemana Pia Wunderlich, una de las futbolistas de mayor prestigio internacional y campeona de la Copa del Mundo de 2003. Con el Frauen-Fußball-Club Frankfurt conquistó tres Copas de Europa, seis Bundesligen y siete Copas a lo largo de 16 temporadas, de 1993 a 2009. Destacar que desde 1991 a 1993 fue jugadora del Turn- und Sportverein Battenberg.
La edición 2022, luego de la pandemia, fue para Ricardo Bochini del Independiente de Argentina. 19 años en la institución y máximo ídolo. El estadio lleva su nombre.